# 九龍佑寧堂

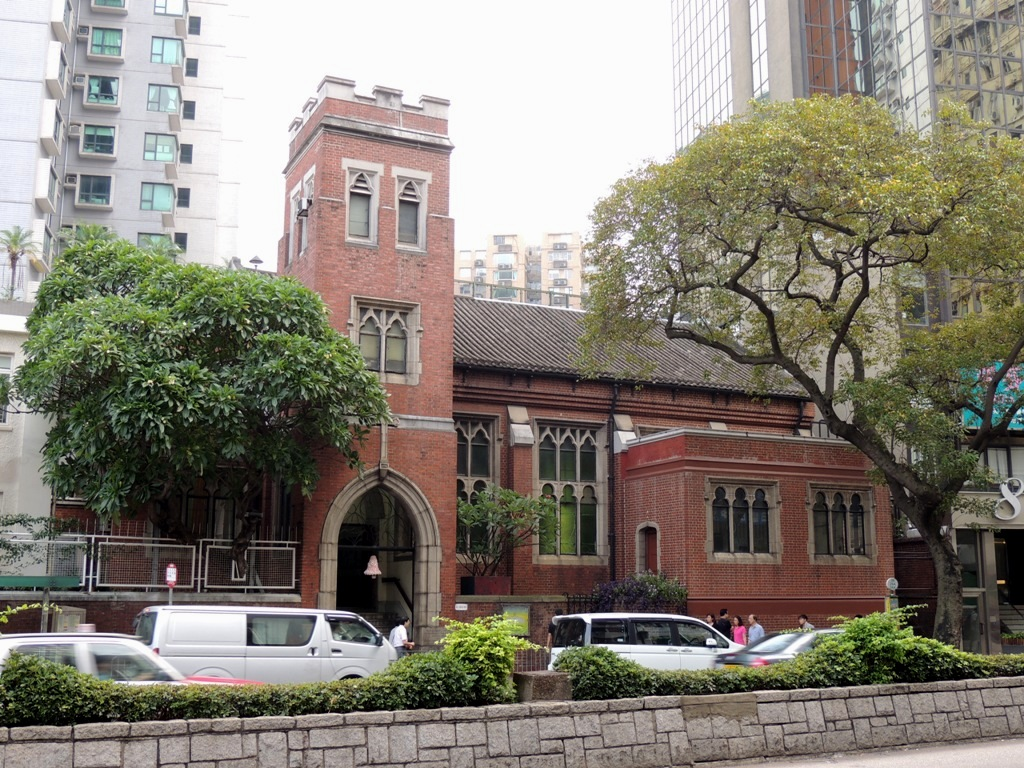
九龍佑寧堂

九龍佑寧堂（きゅうりゅうゆうねいどう、英語: Kowloon Union Church）は香港のプロテスタント教会である。1927年に設立した。2017年6月8日からは香港法定古蹟に登録している。太平洋戦争中、教会は一時閉鎖されたが、1947年10月19日から再開した。
ゴシック様式の建築でありながら、屋根は中国式である。香港最後のネオ・ゴシック様式の教会と思われる。